# (10049) Vorovich
(10049) Vorovich es un asteroide que forma parte del cinturón de asteroides y fue descubierto por Liudmila Gueorguievna Karachkina el 3 de octubre de 1986 desde el Observatorio Astrofísico de Crimea, en Naúchni.

## Designación y nombre
Vorovich fue designado al principio como 1986 TZ11.
Más tarde, en 2000, se nombró en honor del matemático soviético Iosif Vorovich (1920-2001).

## Características orbitales
Vorovich orbita a una distancia media de 3,11 ua del Sol, pudiendo acercarse hasta 2,658 ua y alejarse hasta 3,562 ua. Tiene una inclinación orbital de 4,987 grados y una excentricidad de 0,1454. Emplea en completar una órbita alrededor del Sol 2003 días. El movimiento de Vorovich sobre el fondo estelar es de 0,1797 grados por día.

## Características físicas
La magnitud absoluta de Vorovich es 13,2.